# 부림 사건
부림 사건(釜林 事件, 영어: Students’ Espionage Scandal in Busan)은 부산의 학림 사건이다. '학림 사건'에서 '부림'이라는 명칭을 따왔다. 전두환·노태우의 신군부 정권 초기인 1981년 9월 공안 당국이 사회과학 독서모임을 하던 학생, 교사, 회사원 등 22명을 불법서적 읽기 및 공산주의 혁명을 계획했다는 이유로 기소한 사건이다. 이 사건은 당시 부산지검 공안 책임자로 있던 검사 최병국이 지휘했고 수사 검사는 고영주였다. 당시 김광일 변호사와 함께 변론을 맡았던 노무현 변호사가 인권변호사의 길을 걷게 한 계기가 된 사건이다.

## 사건 개요
<중립성>
이 사건 관계자들은 "영장없이 체포·구속되어 대공분실에서 짧게는 20일부터 길게는 장장 63일 동안 몽둥이 등에 의한 구타와 '물 고문', '통닭구이 고문' 등 살인적 고문을 통해 공산주의자로 조작됐다. 독서모임이 반국가단체의 찬양활동으로 조작됐고 술집에서 두 사람이 만난 것이나 친구 개업식에 선물을 들고 찾아간 것도, 망년회를 한 것이 모두 현저히 사회불안을 야기시킬 우려가 있는 집회로 규정되어 처벌됐다"라고 주장했다.
당시 이 사건은 국가보안법이 정권의 안보를 위한 도구로 쓰이는 실상을 적나라하게 드러낸 대표적인 사례로 지목되어 노무현, 김광일 등이 무료 변론에 나서기도 했다. 이 사건은 김영삼 정부가 들어선 이후 '전두환 정권 초기 저항세력에 대한 탄압으로 조작된 사건'이란 정치적 면죄부를 받았으나, 법률적으로는 여전히 국가보안법 위반 사건으로 남아있었다. 그러나, 부산지법은 2009년 8월에 피해자들에 대해 집회 및 시위에 관한 법률 위반 혐의는 면소판결을, 계엄법 위반 혐의에 대해 무죄를 선고했다. 또 2014년 2월 13일 국가보안법 위반에 대해서도 재판부가 무죄를 선고하였다.

### 피해자들의 진술
《부산민주운동사》에서 밝힌 당시 사건 피해자들의 현재의 진술은 다음과 같다.
- 김 모 씨(33·상업) - 부림사건은 20여명이 관련된 부산지역 최대의 국가보안법 조직사건으로 영장없이 불법구금과 고문 등으로 완벽하게 조작된 사건이다. 사건의 수사책임자가 국민의 대표기관인 국회에서 일하는 것은 부적절 하다고 판단해 총선 연대에 낙천명단에 포함시켜달라는 의견서를 제출했다.
- 안 모 씨(26·농협근무) - 대공분실에 끌려가 통닭구이, 몽둥이로 맞는 고문을 당했다. 당시 최병국 검사가 대공분실로 찾아와 수사를 지휘하는 것을 직접 목격했다. 당시 검사가 관련자들에게 3년에서 10년의 중형을 구형한 것으로 보면 사건 조작에 직접적인 책임이 있다. 당시 시대 상황 때문에 어쩔 수가 없었다면 최소한 반성과 용서를 구하는 것이 도리가 아닌가.
- 최 모 씨(당시 피해자 최 모 씨 배우자) - 당시 남편이 사건을 끝까지 부인하자 최병국 검사는 "사건을 인정한다는 반성문을 쓰면 당신 남편만 빼주겠다"라고 회유했지만 뿌리쳤던 경험이 있다. 최 검사가 사건 조작의 책임자이다.
- 고 모 씨(26·교사) - 관련자들 중에는 재판을 받기 위해 법원에 가서야 처음 상견례를 한 사람들까지 있을 정도로 서로 거의 관계가 없는 사람들이었다. 그러나 경찰은 우리 모두 그들의 각본 속에 끼워 넣어 하나의 사건으로 만들어 냈다. 당시 몇 명이 다방에 앉아 얘기 나눈 것까지 '반국가단체 고무·찬양'으로 몰아붙여 징역 10년에서 3년까지 중형을 구형했다.

### 법원의 재판
부산대 교내 시위 주도 및 부림사건 관련하여 3차 기소자로 국가보안법위반, 집시법위반, 계엄법위반으로 징역10년이 구형되었던 이호철에 대해 부산지법 제3형사단독 서석구 판사는 "정부시책을 비판했다고 하여 이를 확대해석하여 국가보안법으로 다룰 수 없다"는 이유로 국가보안법위반에 대해 무죄로 보고 그외 법률위반만 인정하여 징역1년을 선고하고 이호철을 은닉하고 도주를 도와주었으며 집회 등에 참가한 부산공대 3학년 정귀순에게 징역8월 집행유예2년, 감전국민학교 교사인 설경혜에 대해서는 설경혜의 오빠가 구속돼 있고 확고한 신념으로 범죄를 저지른 것이 아니고 감상적이었다는 점을 인정하여 선고유예하였다.

### 진상규명
부산 지역 최대 공안 사건인 '부림사건'의 재심 청구인 5명에게 33년 만에 무죄 확정 판결이 내려졌다. 2014년 2월 13일 대법원 2부(주심 김창석 대법관)는 부림 사건의 유죄 판결에 대해 재심을 청구한 고호석 등 5명에게 무죄를 선고한 원심을 확정했다.
지난 1981년 공안 당국이 사회과학 모임에 참여한 학생, 교사, 회사원 등 22명을 영장 없이 체포해 불법 감금 및 고문한 대표적 공안사건으로서 이들은 국가보안법 위반 등 혐의로 구속됐으며 1982년 6월 고 모 씨 등 5명은 징역 1년 6월 ~ 6년을 선고받았다. 재심 청구를 심리한 부산지법은 "피고인들이 수사기관에 자백을 했으나 진술서가 상당 기간 경과된 뒤에 작성된 점, 불법구금 기간이 오래돼 증거능력이 없고 피고인들의 행위가 국가의 존립과 안전을 위협했다고 볼 수 없다"며 국가보안법·계엄법 위반 혐의에 대해 무죄로 판결했다. 다만 집시법 위반 혐의에 대해서는 이 사건 판결 이후 법이 개정되면서 범죄로 볼 수 없게 됐다며 면소 판결했다. 그렇지만 2월 당시에는 많은 국민적 관심을 얻지 못해 아쉬움을 산 적이 있다.

### 부림 사건 판사
부림 사건의 무죄 판결 판사는 서석구 판사(현재는 변호사로 활동)였다. 서석구 변호사는 부림사건 1심 재판장으로 국보법 무죄 판결 내렸던 장본인이었는데, 당시 파격적인 판결로 주목을 받았었다. 이후 운동권 변호를 맡아 운동권 변호사로 활동하던 서석구 변호사는 1990년대 중반부터 운동권과 결별하여 현재 한미우호증진협의회 한국본부 대표, 대한민국수호 천주교인모임 상임 대표 등 보수단체에서 활발히 활동하고 있다. 5.18 북한침투설을 지만원과 함께 주장하고 또한 5.18 광주민주화운동의 기록물이 유네스코에 등록되려고 하자 지만원과 함께 유네스코에 항의하여 논란을 빚은 바 있다.

## 같이 보기
- 학림 사건
- 변호인 (영화): 변호인이라는 영화는 이 부림 사건을 소재로 다룬 영화다.